# Культурная тишина
Культурная тишина — устойчивый культурно-политический принцип освободительного движения во время Второй мировой войны, которому следовали большинство словенских деятелей культуры и искусства.

## Словенская культура в период оккупации и национально-освободительной войны на территории итальянской оккупации
17 апреля 1941 года, через неделю после оккупации, югославская армия капитулировала. Попавшую под Италию провинцию Любляну возглавил верховный комиссар Эмилио Грациоли. Предполагалось, что обучение в начальных школах будет продолжаться на словенском языке, а в средних и высших школах итальянский должен быть факультативным предметом, но, несмотря на эти заявки словенский язык не имел никакого авторитета. Грациоли намеревался как можно скорее придать региону Любляны некое подобие Италии. Итальянские оккупанты начали устанавливать двуязычные вывески, узаконили цензуру и контроль над словенской прессой. Официальным языком в муниципалитетах был словенский для словенских партий и итальянский для высокопоставленных чиновников. Обучение итальянскому языку было обязательным, его преподавали итальянские фашисты, а в сельской местности преподавание словенского языка было запрещено взамен было введено обучение итальянскому. Итальянцы сознательно уничтожали свидетельства культурного прошлого Словении.

## Причины культурной тишины на оккупированной немцами территории
На оккупированной немцами территории сразу же состоялись первые аресты деятелей культуры. 9 апреля 1941 г. был арестован писатель Макс Шнудерль. В Мариборе был создан лагерь, который Фран Рош, Йосип Вандот и Антон Инголич упоминают в своих литературных произведениях как концлагерь. В Штирии словенские надписи заменяли на немецкие, разрушали словенские культурные памятники, мемориальные доски деятелям культуры, и даже эксгумировали останки епископа Антона Мартина Сломшека . В апреле 1941 года немцы уничтожили весь книжный фонд Пресс-кооператива в Мариборе. Были конфискованы частные библиотеки Йосипа Вандота и Владимира Левстика; только в словенской Штирии нацисты уничтожили не менее 4 200 000 словенских книг. В Кршко местные жители спасли библиотеку монастыря капуцинов, спрятав книги.
В 1941 году издательство «Храм» намеревалось, но не смогло издать роман Антона Инголича «Жажда» и Мишко Кранца «Слепа улица». Оккупация помешала изданию романа Владимира Бартола «Чудо в деревне» . Первое крупное произведение Фердо Годины , роман «Белые тюльпаны», не был опубликован. Похожая ситуация случилась с Братко Крефтом . Из-за описания политической жизни роман «Матия Горян» Йоже Пахора был запрещен, а издание «Древние греки» Антона Совре было уничтожено. Черновики рукописи Йосипа Вандота пропали, в том числе 4-я часть рассказа о Кекече и рукопись оригинальной иллюстрированной книги Аницы Чернеевой, которая должна была быть издана под названием «Красочные пассажи» . Итальянские оккупанты конфисковали первую часть географической монографии о Словении Антона Мелика.
Веселый театр под руководством Божо Подкрайшека в изощренной форме осветил политическую ситуацию того времени. Были запрещены произведения английских и американских музыкантов. Последними словенскими публичными мероприятиями в Любляне были празднование дня рождения Прешерена 3 декабря 1941 года и концерт Академического хора 17 декабря 1941 года, который с помощью избранных песен пробудил веру во временный характер оккупации и призвал к борьбе. Среди эффективных форм культурного сопротивления фашизму и нацизму — церковная роспись Тоне Крайля.

## Пленум работников культуры
Учредительное собрание Антиимпериалистического (позже Освободительного) фронта было инициировано Коммунистической партией Словении 26 апреля 1941 г., а в июне 1941 г. был создан Комитет ОФ во главе с доктором. Янко Юранчичем. Пленум деятелей культуры собрался 11 сентября 1941 года в оккупированной Любляне в условиях строгой секретности. В нём приняли участие представители отдельных культурных и художественных направлений, в том числе Тоне Чуфар, Йосип Видмар и Ловро Кухар, которые его и возглавили. Была принята резолюция о культурной тишине. Как редактор, Юш Козак прекратил выпускать «Люблянский колокол», Фердо Козак «Современность», Эдвард Кочбек «Деяния» и Янез Жагар «Синюю птицу». С 1941 по 1945 год среди литературных журналов публиковались только религиозный «Дом и свет» и « Живая Нива» — приложение к «Искусству». Культурная тишина была утверждена и на втором пленуме работников культуры в конце января — начале февраля 1942 г. и объявлена в постановлении работников культуры «Словенского докладчика» 6 апреля 1942 г. Летом 1942 года было объявлена полная культурная тишина.
Постановление работников культуры в пункте 5 гласит: «5. Мы достигнем этих целей только с помощью и под руководством СССР . Принцип отказа от сотрудничества с оккупантами действует и в сфере культуры. Поэтому мы призываем всех словенских поэтов и писателей, художников и музыкантов, журналистов, публицистов и ученых не участвовать в культурных мероприятиях оккупантов, не сотрудничать с их газетами и журналами, не освещать события. Резолюция поощряла бойкот фашистского приветствия и всего итальянского в целом».
В январе 1942 года газета «Молодая Словения» писала, что словенская культура должна выражать страдания, гордость и воинственность и бойкотировать культурные мероприятия (театр, киноконцерты, выставки), носящие характер сотрудничества с оккупантом. Культурная деятельность должна быть подпольной и служить делу борьбы с оккупантом.

## Нарушения культурной тишины
В некоторых культурных сегментах культурную тишину игнорировали, поскольку считалось, что её последствия будут слишком фатальными для культурного сообщества. После войны нарушение культурной тишины рассматривались законом как преступление и правонарушение против национальной чести. Национальный суд чести осудил деятелей культуры за участие в мероприятиях, организованных оккупантом, за выступления на иностранном языке, за общение с оккупантом или пропаганду. В августе 1945 г. осужденных частично оправдали.